# Coteana
Coteana – wieś w Rumunii, w okręgu Aluta, w gminie Coteana. W 2011 roku liczyła 2435 mieszkańców.